# 耶律抜里得
耶律抜里得（やりつ ばつりとく、生没年不詳）は、遼（契丹）の政治家・軍人。耶律抜里と書かれることもある。字は孩隣。

## 経歴
耶律阿保機の弟の耶律剌葛の子として生まれた。太宗が即位すると、親任を受けた。
会同7年（944年）、太宗が後晋の石重貴を攻撃すると、抜里得は徳州を包囲して下し、徳州刺史の尹居璠ら二十七人を捕らえた。会同9年（946年）、太宗が再び後晋を攻撃し、軍が滹沱河にいたると、杜重威を降伏させるにあたって、抜里得は戦功を挙げた。太宗が開封に入城すると、功績により安国軍節度使に任ぜられ、河北道の行政を総領した。太宗の本隊が本国に帰還すると、河北の州郡で叛乱が頻発するようになった。劉知遠が起兵すると、抜里得は守ることができず、本国に帰還した。
世宗が即位すると、中京留守に転じ、まもなく亡くなった。

## 伝記資料
- 『遼史』巻76 列伝第6